# Tromborn
Tromborn (lothringisch Tromborren) ist eine französische Gemeinde mit 333 Einwohnern (Stand 1. Januar 2022) im Département Moselle in der Region Grand Est (bis 2015 Lothringen).

## Geographie
Der Ort liegt auf einem windigen Hochplateau zwischen den Flusstälern von Nied und Saar, elf Kilometer nordöstlich von Boulay-Moselle (Bolchen) und fünf Kilometer südöstlich von Bouzonville (Busendorf) sowie fünf Kilometer von der Grenze zum Saarland entfernt.

## Geschichte
Ältere Ortsbezeichnungen sind Fontaynes (1299), Troisfontaines (1333), Dreibrunnen (1400), Dreiborn (1429), Drensborn (1544), Tronsbouren (1633), Drinsborn (1681), Drimbouren (1701) und Trombourg (1715). Das Dorf gehörte früher zum Herzogtum Lothringen.
Auf dem Gemeindewappen stehen die Löwen für die Kastellanei von Berus, die in Tromborn begütert war. Die Wellenbalken auf der heraldisch linken Seite sind „redend“ mit der Herleitung Tromborn = trois fontaines = drei Brunnen.
Durch den Frankfurter Frieden vom 10. Mai 1871 kam das Gebiet von Frankreich an Deutschland und das Dorf wurde dem Kreis Bolchen im Bezirk Lothringen des Reichslandes Elsaß-Lothringen zugeordnet. Auf dem Gebiet der Gemeinde wurde ein Kalksteinbruch betrieben.
Nach dem Ersten Weltkrieg musste die Region aufgrund der Bestimmungen des Versailler Vertrags 1919 an Frankreich abgetreten werden. Im Zweiten Weltkrieg war die Region von der deutschen Wehrmacht besetzt, und das Dorf stand bis 1944 unter deutscher Verwaltung.

### Bevölkerungsentwicklung
| Jahr      | 1968 | 1975 | 1982 | 1990 | 1999 | 2009 | 2019 |
| Einwohner | 280  | 268  | 306  | 288  | 296  | 334  | 338  |

## Sehenswürdigkeiten
- Kirche St. Eligius (Saint-Éloi) von 1955

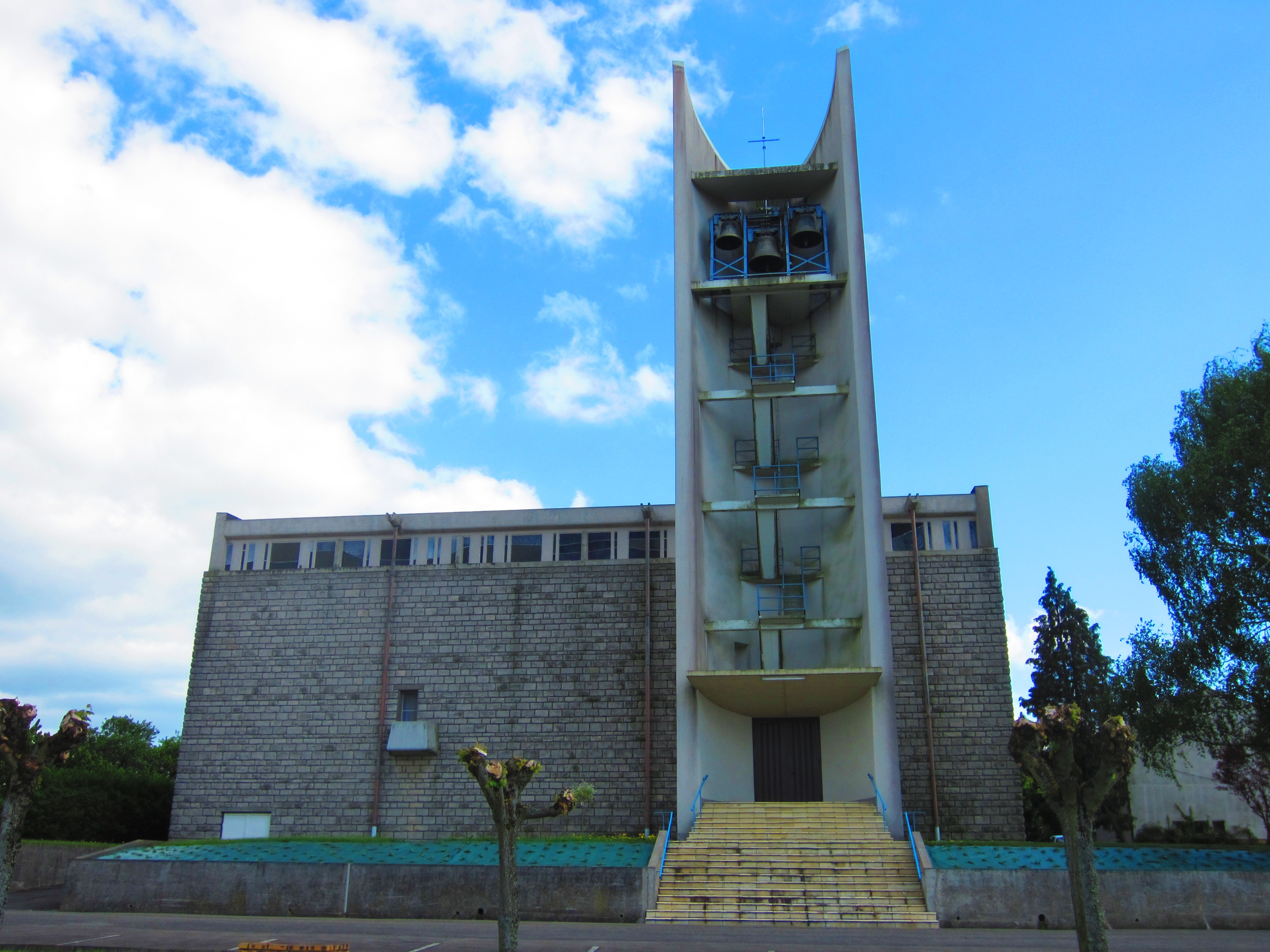
Kirche St. Eligius
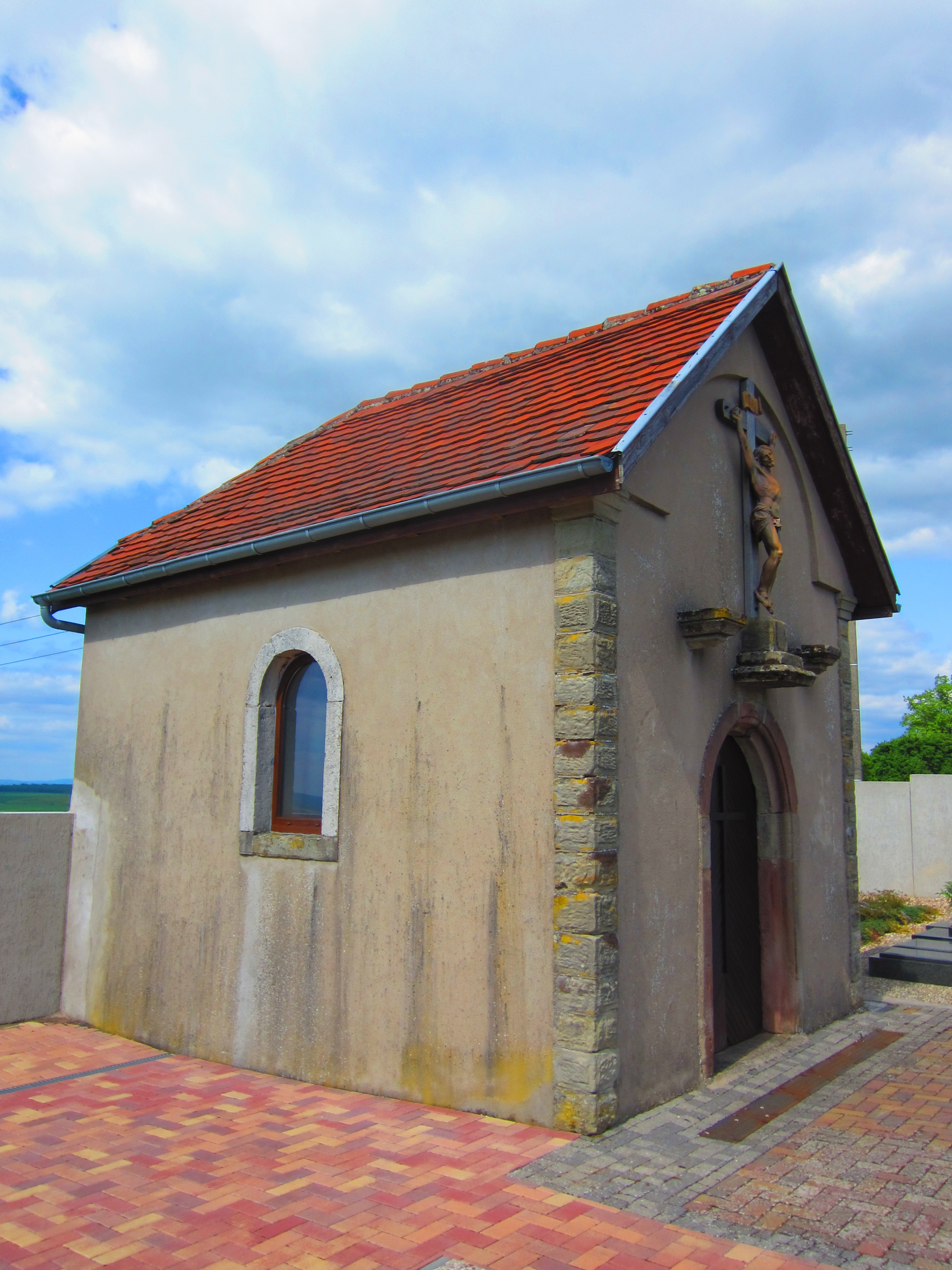
Friedhofskapelle

## Belege
1. 1 2  Eugen H. Th. Huhn: Deutsch-Lothringen. Landes-, Volks- und Ortskunde, Stuttgart 1875,  S. 363 (google-books.com).
2. ↑  Wappenbeschreibung auf genealogie-lorraine.fr (französisch)